# Sit dorsibrú
El sit dorsibrú (Emberiza affinis) és un ocell de la família dels emberízids (Emberizidae).

## Hàbitat i distribució
Habita zones arbustives semiàrides i terres de conreu a Mauritània, Mali, Burkina Faso, Níger, Senegal, Gàmbia, Guinea, Costa d'Ivori, Ghana, Togo, Benín, Nigèria, centre del Camerun, República Centreafricana, República Democràtica del Congo i sud de Txad, Sudan del Sud i sud-oest d'Etiòpia. Cap al sud fins al nord-oest de la República del Congo i nord d'Uganda.

## Taxonomia
Va ser descrit per primer cop per l'ornitòleg alemany Theodor von Heuglin l'any 1867.
Es reconeixen tres subespècies:
- E. a. nigeriae (Bannerman & Bates, 1926) - Senegal i Gàmbia fins a Nigèria i el Camerun.
- E. a. vulpecula (Grote, 1921) - centre de Camerun, sud del Txad i República Centreafricana.
- E. a. affinis (Heuglin, 1867) - sud de Sudan, RD Congo i nord-oest d'Uganda.
- E. a. omoensis (Neumann, 1905) - sud d'Etiòpia